# Ochyrocera vesiculifera
Ochyrocera vesiculifera is een spinnensoort uit de familie Ochyroceratidae. De soort komt voor in Venezuela.